# فتاة أقل وحيدة (أغنية جاستن بيبر)
ون ليس لونلي غيرل (بالإنجليزية: One Less Lonely Girl، وتعني: "فتاة واحدة أقل وحدة") هي ثاني أغنية منفردة لجاستن بيبر التابعة لألبومه الأول ماي ورلد، تم إصدار الأغنية في 6 أكتوبر 2009، بواسطة آيلاند ريكوردز.
حصلت الأغنية هي الأخري علي آراء إيجابية، حيث مقارنتها بأغاني كريس براون وريانا، وكان نجاحها في العديد من الدول خاصة كندا والولايات المتحدة الأمريكية بالإضافة إلي بلجيكا وألمانيا والنمسا وأستراليا والمملكة المتحدة.
الفيديو يتحدث عن فتاة يراها بيبر في غرفة الغسيل، وفي نهايته يقوم بيبر بالرقص مع هذة الفتاة. تم تصوير الفيديو الموسيقى الرسمى التابع للأغنية في ووترتاون بولاية تينيسي.

## وصلات خارجية
- كلمات الأغنية الكاملة على مترولايركس